# Hípica als Jocs Olímpics d'estiu de 1928 - Doma individual
La doma individual va ser una de les sis proves d'hípica que es van disputar als Jocs Olímpics d'Estiu de 1928, a Amsterdam. La competició es va disputar el 10 i 11 d'agost de 1928, amb la participació de 29 gents procedents de 12 nacions diferents.
La suma dels resultats individuals servien per determinar la competició per equips.

## Medallistes
| Or                             | Plata                | Bronze             |
| Carl Freiherr von Langen (GER) | Charles Marion (FRA) | Ragnar Olson (SWE) |

## Classificació final
| Pos. | Binomi              | Binomi            | Nació          | Punts dels jutges | Punts dels jutges | Punts dels jutges | Punts dels jutges | Punts dels jutges | Total  | Mitjana de punts |
| Pos. | Genet               | Cavall            | Nació          | NLD               | DEU               | BEL               | FRA               | SWE               | Total  | Mitjana de punts |
| ---- | ------------------- | ----------------- | -------------- | ----------------- | ----------------- | ----------------- | ----------------- | ----------------- | ------ | ---------------- |
| 1    | Carl von Langen     | Draufgänger       | Alemanya       | 224,7             | 282,5             | 237,5             | 211,0             | 231,4             | 1187,1 | 237,42           |
| 2    | Charles Marion      | Linon             | França         | 210,4             | 258,6             | 245,9             | 236,1             | 204,0             | 1155,0 | 231,00           |
| 3    | Ragnar Olson        | Gunstling         | Suècia         | 212,3             | 259,6             | 225,1             | 203,2             | 248,7             | 1148,9 | 229,78           |
| 4    | Janne Lundblad      | Blackmar          | Suècia         | 228,1             | 237,5             | 225,7             | 206,7             | 235,5             | 1133,5 | 226,70           |
| 5    | Emanuel Thiel       | Loki              | Txecoslovàquia | 227,9             | 223,2             | 246,0             | 224,8             | 207,9             | 1129,8 | 225,96           |
| 6    | Hermann Linkenbach  | Gimpel            | Alemanya       | 218,4             | 250,7             | 216,1             | 213,2             | 222,9             | 1121,3 | 224,26           |
| 7    | Robert Wallon       | Clough-banck      | França         | 207,7             | 219,5             | 240,3             | 261,4             | 191,5             | 1120,4 | 224,08           |
| 8    | Jan van Reede       | Hans              | Països Baixos  | 237,0             | 243,0             | 224,7             | 187,6             | 211,2             | 1103,5 | 220,70           |
| 9    | Pierre Versteegh    | His Excellence II | Països Baixos  | 225,8             | 214,8             | 225,4             | 206,4             | 211,6             | 1084,0 | 216,80           |
| 10   | Otto Schöniger      | Ex                | Txecoslovàquia | 230,4             | 233,2             | 223,4             | 190,5             | 183,9             | 1061,4 | 212,28           |
| 11   | Eugen von Lotzbeck  | Draufgänger       | Alemanya       | 189,7             | 239,8             | 207,0             | 201,0             | 202,7             | 1040,2 | 208,04           |
| 12   | Gerard le Heux      | Valérine          | Països Baixos  | 245,3             | 204,9             | 209,0             | 182,4             | 187,5             | 1029,1 | 205,82           |
| 13   | Arthur von Pongracz | Turridu           | Àustria        | 208,7             | 240,2             | 198,0             | 187,3             | 187,2             | 1021,4 | 204,28           |
| 14   | Wilhelm Jaich       | Graf              | Àustria        | 201,6             | 232,5             | 206,2             | 170,5             | 210,0             | 1020,8 | 204,16           |
| 15   | Adolphe Mercier     | Queen-Mary        | Suïssa         | 194,2             | 222,7             | 219,6             | 193,8             | 186,4             | 1016,7 | 203,34           |
| 16   | Magnus Fog          | Mistinguett       | Dinamarca      | 199,0             | 216,4             | 218,2             | 173,7             | 203,1             | 1010,4 | 202,08           |
| 17   | Jaroslav Hanf       | Elegán            | Txecoslovàquia | 202,7             | 211,7             | 223,0             | 191,6             | 179,5             | 1008,5 | 201,70           |
| 18   | Vladimir Stoychev   | Pan               | Bulgària       | 219,5             | 205,5             | 218,9             | 163,6             | 196,3             | 1003,8 | 200,76           |
| 19   | Carl Bonde          | Ingo              | Suècia         | 185,1             | 201,8             | 188,1             | 169,8             | 227,1             | 971,9  | 194,38           |
| 20   | Kozeki Okada        | Takushu           | Japó           | 191,7             | 212,9             | 208,0             | 178,6             | 184,5             | 975,7  | 195,14           |
| 21   | Gustav Grachegg     | Daniel            | Àustria        | 200,5             | 210,4             | 204,8             | 176,4             | 167,7             | 959,8  | 191,96           |
| 22   | Otto Frank          | Solon             | Suïssa         | 188,1             | 189,4             | 208,1             | 187,5             | 180,0             | 953,1  | 190,62           |
| 23   | Pierre Danloux      | Rempart           | França         | 227,0             | 225,2             | 252,7             | 267,2             | 193,4             | 1165,5 | 187,10           |
| 24   | Oswald Lints        | Rira-t-elle       | Bèlgica        | 184,7             | 184,9             | 222,6             | 171,5             | 165,6             | 929,3  | 185,86           |
| 25   | Werner Stuber       | Ulhard            | Suïssa         | 181,0             | 185,2             | 198,0             | 151,1             | 160,3             | 875,6  | 175,12           |
| 26   | Paul Michelet       | Benue             | Noruega        | 173,6             | 177,0             | 189,4             | 160,9             | 153,0             | 853,9  | 170,78           |
| 27   | Henri Laame         | Belga             | Bèlgica        | 171,8             | 174,9             | 176,4             | 153,3             | 162,1             | 838,5  | 167,70           |
| 28   | Kohei Yusa          | Sakigake          | Japó           | 158,9             | 203,0             | 168,6             | 145,5             | 158,8             | 834,8  | 166,96           |
| 29   | Roger Delrue        | Dreypuss          | Bèlgica        | 135,8             | 143,4             | 175,4             | 132,5             | 143,6             | 730,7  | 146,14           |